# Janjari
Janjari (cyr. Јањари) – wieś w Bośni i Hercegowinie, w Republice Serbskiej, w gminie Ugljevik. W 2013 roku liczyła 497 mieszkańców.